# Mary Stein
Mary Margaret Stein é uma atriz norte-americana.

## Primeiros anos
Stein nasceu em Marquette, Michigan, e cresceu em Milwaukee, Wisconsin. Ela começou sua carreira atuando em peças teatrais. Cursou o ensino secundário na Franklin High School e graduou-se bacharel pela Universidade Marquette em 1980. Ela então cursou artes dramáticas na Juilliard School como membro do Grupo 13 (1980-1984). Outros estudantes notáveis que frequentaram a Juilliard durante esse período foram Val Kilmer (Grupo 10), Kevin Spacey (Grupo 12) e Thomas Gibson (Grupo 14).

## Carreira
Após se formar na Juilliard, Mary conseguiu um de seus primeiros trabalhos como atriz no episódio "Time's Arrow" de Star Trek: The Next Generation, interpretando uma enfermeira alienígena. À medida que sua carreira se desenvolvia, ela interpretou a proprietária do Hotel Flealands em Babe: Pig in the City e a Senhorita Rue Who em How the Grinch Stole Christmas. Entre seus papéis conhecidos na televisão estão a Senhora Sneed em General Hospital e Gerda em Providence. Ela também contracenou com Angelina Jolie no filme Changeling, dirigido por Clint Eastwood.

## Filmografia

### Cinema
| Ano  | Título                         | Papel                 | Notas         |
| ---- | ------------------------------ | --------------------- | ------------- |
| 1990 | Alice                          | Freira                | Não creditada |
| 1995 | Man of the Year                | Angela Lucassey       |               |
| 1998 | Dead Man on Campus             | Mulher irritada       |               |
| 1998 | Babe: Pig in the City          | Proprietária do hotel |               |
| 2000 | How the Grinch Stole Christmas | Miss Rue Who          |               |
| 2001 | Monkeybone                     | Lulu                  |               |
| 2002 | Men in Black II                | Bird Lady Alien       |               |
| 2004 | 30 Days Until I'm Famous       | Dale                  | Telefilme     |
| 2006 | The Legend of Tillamook's Gold | Billie Stahl          |               |
| 2008 | Changeling                     | Janet Hutchins        |               |
| 2009 | Portal                         | Enfermeira Theresa    |               |
| 2015 | Little Boy                     | Martha                |               |

### Televisão
| Ano       | Título                               | Papel                 | Notas        |
| --------- | ------------------------------------ | --------------------- | ------------ |
| 1992      | Star Trek: The Next Generation       | Enfermeira alienígena | 1 episódio   |
| 1993      | Murphy Brown                         | Mulher #4             | 1 episódio   |
| 1995      | Deadly Games                         | Secretária            | 1 episódio   |
| 1996      | Married... with Children             | Juíza #2              | 1 episódio   |
| 1997      | Beyond Belief: Fact or Fiction       | Esposa do homem gordo | 2 episódios  |
| 2000      | Cousin Skeeter                       | Professora            | 1 episódio   |
| 2000      | MADtv                                | Ela mesma             | 1 episódio   |
| 2001      | The Nightmare Room                   | Sra. Falca            | 1 episódio   |
| 2002      | Even Stevens                         | Lynn Shannon          | 1 episódio   |
| 2002      | Push, Nevada                         | Myrna                 | 4 episódios  |
| 2002      | MDs                                  | Sandra Conley         | 1 episódio   |
| 2002      | Providence                           | Gerda                 | 10 episódios |
| 2005      | Hot Properties                       | Jane                  | 1 episódio   |
| 2006      | General Hospital                     | Senhorita Sneed       | 4 episódios  |
| 2007      | Unfabulous                           | Freira                | 1 episódio   |
| 2009      | The Ex List                          | Karen Harris          | 1 episódio   |
| 2013      | Brooklyn Nine-Nine                   | Melanie               | 1 episódio   |
| 2013      | Glee                                 | Pam Fronkstein        | 1 episódio   |
| 2013-2014 | Actors Entertainment                 | Ela mesma             | 2 episódios  |
| 2015      | Wicked City                          | Bibliotecária         | 1 episódio   |
| 2015      | The Jimmy Star Show with Ron Russell | Ela mesma             | 1 episódio   |